# Rhynchopyga ichneumonea
Rhynchopyga ichneumonea là một loài bướm đêm thuộc phân họ Arctiinae, họ Erebidae.